# إلين أ. مارتن
إلين أ. مارتن (بالإنجليزية: Ellen A. Martin)‏ هي سفرجات أمريكية، ولدت في 16 يناير 1847 في كيانتون في الولايات المتحدة، وتوفيت في 13 مارس 1916 في روتشستر في الولايات المتحدة.